# Lonchocarpus broadwayi
Lonchocarpus broadwayi är en ärtväxtart som beskrevs av Ignatz Urban. Lonchocarpus broadwayi ingår i släktet Lonchocarpus och familjen ärtväxter. Inga underarter finns listade i Catalogue of Life.